# Michałkowski Potok (dopływ Słopniczanki)
Michałkowski Potok – potok, lewy dopływ rzeki Słopniczanka. Wypływa na północno-wschodnich stokach góry Dzielec w Beskidzie Wyspowym. Cała jego zlewnia znajduje się w obrębie wsi Słopnice w województwie małopolskim, w powiecie limanowskim, w gminie Słopnice.
Michałkowski Potok wypływa w porośniętym lasem leju źródliskowym na wysokości około 670 m. Spływa w kierunku północno-wschodnim. Po opuszczeniu lasu przepływa przez pola uprawne i w zabudowanym rejonie osiedla Zaprzałówka uchodzi do Słopniczanki. Następuje to na wysokości około 510 m.
Brzegi jego koryta na całej długości porośnięte są drzewami. Zlewnia to głównie niezabudowane obszary lasu i pól uprawnych, zabudowany jest tylko rejon ujścia potoku. Deniwelacja potoku wynosi 160 m, średni spadek 12,7%. Nie ma żadnego dopływu.